# Katy Hudson
Katy Hudson – debiutancki album studyjny amerykańskiej piosenkarki znanej później jako Katy Perry, nazwany od jej imienia – Katy Hudson. Wydawnictwo ukazało się 23 października 2001 roku nakładem Red Hill Records, niezależnej chrześcijańskiej wytwórni płytowej. Piosenkarka jest twórcą wszystkich utworów w albumie.

## Lista utworów
Opracowano na podstawie materiału źródłowego.
| Nr  | Tytuł utworu                | Autorzy                   | Produkcja      | Długość |
| --- | --------------------------- | ------------------------- | -------------- | ------- |
| 1.  | „Trust in Me”               | Katy Hudson, Mark Dickson | Otto Price     | 4:46    |
| 2.  | „Piercing”                  | Hudson, Brian White       | Collier        | 4:06    |
| 3.  | „Search Me”                 | Hudson, Scott Faircloff   | Collier        | 5:00    |
| 4.  | „Last Call”                 | Hudson                    | David Browning | 3:07    |
| 5.  | „Growing Pains”             | Hudson, Dickson           | Browning       | 4:05    |
| 6.  | „My Own Monster”            | Hudson                    | Browning       | 5:25    |
| 7.  | „Spit”                      | Hudson                    | Price          | 5:10    |
| 8.  | „Faith Won't Fail”          | Hudson, Dickson           | Price          | 5:14    |
| 9.  | „Naturally”                 | Hudson, Faircloff         | Browning       | 4:33    |
| 10. | „When There's Nothing Left” | Hudson                    | Browning       | 6:45    |
|     |                             |                           |                | 48:11   |